# Okil Khamidov
Okil Khamidov (ur. 6 października 1961 w Duszanbe) – tadżycko-polski reżyser telewizyjny i filmowy oraz producent telewizyjny mieszkający na stałe we Wrocławiu.

## Życiorys
Pochodzi z filmowej rodziny. Ojciec Okila Khamidova, Obid, przez lata był szefem Studia Filmowego Tadżykfilm. Ma dwóch braci, również związanych z branżą filmową: Olim jest filmoznawcą, a Tolib – reżyserem. Jako dziecko był statystą na planach filmowych i dubbingował filmy na język tadżycki. W Tadżykistanie zrealizował 14 filmów fabularnych i kilka dokumentalnych. Jest absolwentem wydziału operatorskiego Moskiewskiej Szkoły Filmowej.
Od 1994 mieszka w Polsce. Pracował jako członek obsługi technicznej przy programie Pałer na TV Polonia, później był operatorem kamery i realizatorem we wrocławskiej telewizji TeDe i współtworzył (jako operator, scenarzysta i reżyser) magazyn kryminalny Telewizyjne biuro śledcze, w międzyczasie dorabiał na sprzedaży książek kucharskich. W latach 90. nawiązał współpracę z telewizją Polsat, dla której reżyserował seriale: Świat według Kiepskich, Pierwsza miłość i Fala zbrodni, a także współtworzył oryginalny format typu reality show Dwa światy oraz reality show Bar i teleturnieje: Życiowa szansa, Awantura o kasę i Gra w ciemno. W 2003 Prezydent Rzeczypospolitej Polskiej Aleksander Kwaśniewski nadał mu polskie obywatelstwo. W 2008 utworzył firmę producencką TAKO Media, którą później przemianował na Polot Media. Stworzył z nią ukraińską wersję formatu Jaka to melodia? i seriale paradokumentalne dla Polsatu: Dlaczego ja?, Trudne sprawy i Na ratunek 112, które także wyreżyserował.

### Życie prywatne
Ma syna Komila (ur. 1997), który jest mistrzem i reprezentantem Polski w szachach, pokerzystą oraz raperem, i córkę Malikę (ur. 2001).

## Filmografia

### Reżyseria

#### Seriale telewizyjne
- Świat według Kiepskich (1999–2008)
- Fala zbrodni (2003)
- Pierwsza miłość (2004–2007)
- Dlaczego ja? (od 2010)
- Trudne sprawy (od 2011)
- Pamiętniki z wakacji (2011–2013, 2016)
- Nieprawdopodobne, a jednak (2012)
- Zdrady (2013–2017, od 2020)
- Seks po polsku (od 2013)
- Czyja wina (2013)
- Dzień, który zmienił moje życie (2014–2015)
- Na patrolu (2014)
- Sekrety sąsiadów (2014–2015)
- Detektywi w akcji (2015–2017)
- Poznaj swoje prawa (2015)
- Ślad (2018–2020)
- Kowalscy kontra Kowalscy (2021–2022)
- Kuchnia (2021)
- Sługa narodu (2023)

#### Teleturnieje
- Życiowa szansa (2000–2002)
- Awantura o kasę (2002–2005)
- Rosyjska ruletka (2002–2004)
- Gra w ciemno (2005–2007)

#### Reality show
- Dwa światy (2001)
- Zerwane więzi (2001–2002)
- Bar (2002)

#### Dokumenty kryminalne
- Biuro kryminalne (2005–2007)
- Zagadki kryminalne (od 2014)

### Produkcja

#### Seriale telewizyjne
- Dlaczego ja? (od 2010)
- Trudne sprawy (od 2011)
- Pamiętniki z wakacji (2011–2013, 2016)
- Ślad (2018–2020)

#### Dokumenty kryminalne
- Stop Drogówka (od 2011)

### Scenarzysta

#### Seriale telewizyjne
- Zdrady (2013–2017, od 2020)
- Nieprawdopodobne, a jednak (2012)
- Dlaczego ja? (od 2010)
- Trudne sprawy (od 2011)
- Pamiętniki z wakacji (2011–2013, 2016)
- Świat według Kiepskich (1999–2007)
- Fala zbrodni (2003–2008)
- Kowalscy kontra Kowalscy (2021–2022)

#### Dokumenty kryminalne
- Biuro kryminalne (2005–2007)